# Capitale dell'Indonesia

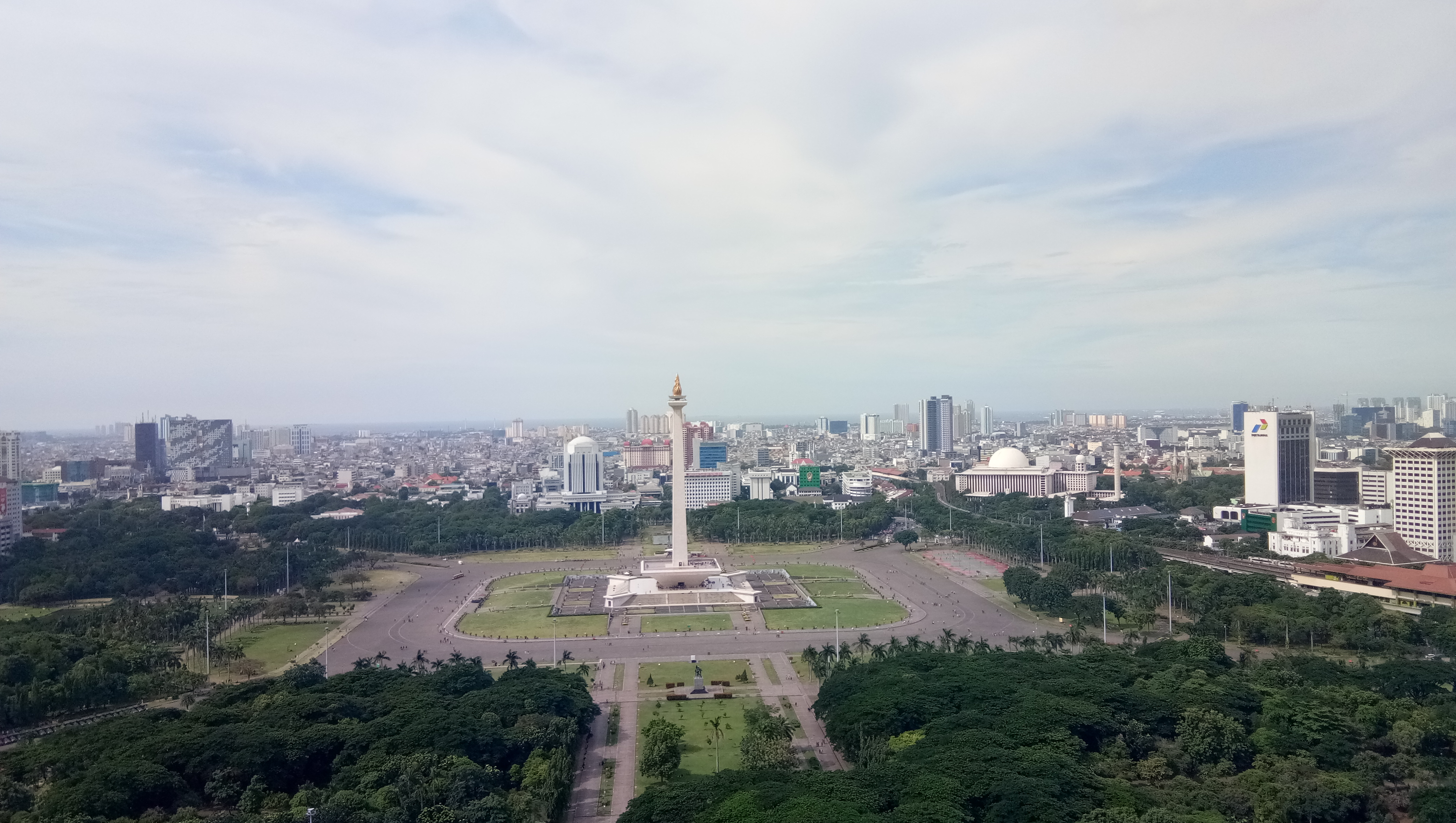
Monumento Nazionale, il simbolo dell'indipendenza, al centro di Piazza Merdeka a Giacarta.

La capitale della Repubblica dell'Indonesia è Giacarta.
All'inizio del XX secolo, il governo delle Indie orientali olandesi tentò di trasferire la capitale da Batavia a Bandung. Durante la lotta per l'indipendenza dell'Indonesia, il governo indonesiano trasferì la capitale a Yogyakarta e poi a Bukittinggi, dove rimase per un breve periodo fino al ripristino del controllo su Giacarta.
Nel 2019, durante il suo discorso annuale al Parlamento, il presidente Joko Widodo ha annunciato un piano per trasferire la capitale nel Kalimantan, nell'isola del Borneo. Come parte del piano, dalle reggenze di Kutai Kartanegara e di Penajam Paser Settentrionale nella provincia del Kalimantan Orientale saranno ritagliate delle porzioni di territorio per creare una nuova città pianificata, che avrà status di provincia e diventerà la nuova capitale, in una posizione più centrale all'interno del Paese. Il 16 gennaio 2022 è stato rivelato il nome della nuova capitale: Nusantara.
Il piano fa parte di una strategia per ridurre la disuguaglianza di sviluppo tra Giava e le altre isole e per ridurre il congestionamento di Giacarta come polo principale dell'Indonesia. Nell'agosto 2019 il governo ha annunciato che, anche se la capitale verrà trasferita, verranno comunque stanziati 40 miliardi di dollari nel decennio successivo per salvare Giacarta dall'affondamento.

## Sequenza temporale
| Data             | Capitale    | Appunti |
| ---------------- | ----------- | --- |
| 17 agosto 1945   | Giacarta    | Sukarno e Mohammad Hatta proclamarono l'indipendenza dell'Indonesia a Giacarta, che divenne de facto la capitale della Repubblica dell'Indonesia. |
| 4 gennaio 1946   | Yogyakarta  | Giacarta fu occupata dall'Amministrazione civile delle Indie Olandesi (NICA) e la capitale fu spostata a Yogyakarta, ove si trasferì il governo indonesiano. |
| 19 dicembre 1948 | Bukittinggi | Nel corso dell'operazione Kraai, Yogyakarta fu occupata dalle forze olandesi, e sia il presidente Sukarno sia il vicepresidente Hatta furono catturati ed esiliati sull'isola di Bangka. A Bukittinggi fu istituito il Pemerintahan Daurat Republik Indonesia (PDRI), un governo di emergenza guidato da Sjafruddin Prawiranegara. |
| 6 luglio 1949    | Yogyakarta  | Sukarno e Hatta tornarono dall'esilio a Yogyakarta. Prawiranegara sciolse ufficialmente il governo di emergenza il 13 luglio 1949. Yogyakarta continuò ad essere la capitale della Repubblica dell'Indonesia, uno Stato federato all'interno degli Stati Uniti d'Indonesia (costituiti il 27 dicembre 1949), la cui capitale federale era Giacarta. |
| 17 agosto 1950   | Giacarta    | Gli Stati Uniti d'Indonesia (Stato federale) furono sostituiti dall'attuale Repubblica d'Indonesia (Stato unitario), con Giacarta come capitale de facto. |
| 28 agosto 1961   | Giacarta    | Con il decreto presidenziale numero 2 del 1961, Giacarta divenne capitale de iure (ruolo ulteriormente rafforzato dalla legge n. 10 del 1964). |
| 17 agosto 2024   | Nusantara   | Secondo il progetto del presidente Joko Widodo di trasferire la capitale in una nuova città pianificata nel Kalimantan Orientale, ricavandone il territorio da parte della Reggenza di Kutai Kartanegara e della Reggenza di Penajam Paser Settentrionale, si è tenuta una prima inaugurazione di Nusantara nel giorno del 79º anniversario dell'indipendenza, anche se il trasferimento delle funzioni amministrative e di governo durerà diversi anni e Giacarta manterrà ancora de facto il ruolo durante la lunga fase di transizione. |

## Periodo coloniale e prima era repubblicana

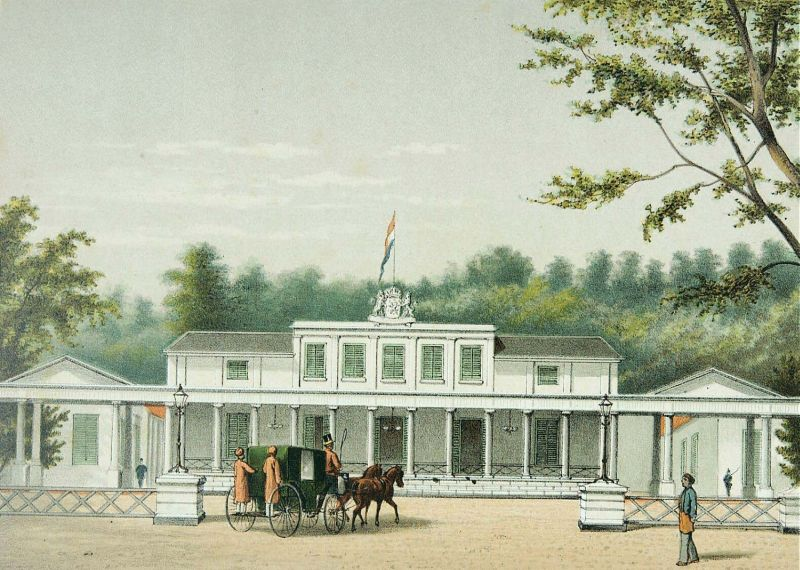
Litografia di Paleis Rijswijk (l'attuale Istana Negara o Palazzo di Stato) negli anni ottanta dell'Ottocento.

L'insediamento coloniale olandese di Batavia (l'odierna Giacarta) fu fondato nel 1621. Inizialmente era una città murata in stile europeo attraversata da canali in stile olandese in un'area paludosa costiera bassa. La scarsa igiene e il debole sistema di drenaggio dell'acqua rendevano la città malsana, ed era infestata da malaria, colera e dissenteria. Nel 1808 Herman Willem Daendels decise di lasciare l'ormai fatiscente e malsana Città Vecchia. Successivamente fu costruito un nuovo centro cittadino più a sud, vicino alla tenuta di Weltvreden. Batavia divenne così una città con due centri: Kota, come fulcro degli affari, dove si trovavano gli uffici e i magazzini delle compagnie di navigazione e commercio; e Weltevreden, la nuova sede del governo, dell'esercito e dei negozi. Questi due centri erano collegati dal canale Molenvliet e da una strada (ora Gajah Mada Road) che correva lungo il corso d'acqua.
All'inizio del XX secolo il governo delle Indie orientali olandesi decise di trasferire la capitale da Batavia a Bandung. L'idea era quella di separare il trafficato porto commerciale e il centro commerciale (Batavia) dal nuovo centro amministrativo e politico (Bandung). Negli anni '20 era in corso il piano per trasferire la capitale a Bandung: quando si avviò il piano generale di una nuova città, furono costruiti alcuni edifici governativi, le telecomunicazioni (ora Telkom Indonesia), le reti ferroviarie (ora Kereta Api Indonesia), un sistema postale (ora Pos Indonesia), il quartier generale della difesa militare con sede a Bandung. Alcuni di tali servizi statali hanno ancora oggi la loro sede qui, come Gedung Sate, che era stato progettato come centro amministrativo del governo delle Indie orientali olandesi. Il piano, tuttavia, fallì a causa della Grande depressione e dello scoppio della seconda guerra mondiale.
Il 5 marzo 1942 Batavia cadde in mano ai giapponesi. Gli olandesi si arresero formalmente alle forze di occupazione giapponesi il 9 marzo 1942 e il governo della colonia fu trasferito al Giappone. La città fu ribattezzata Giacarta (ufficialmente ジャカルタ特別市Jakaruta tokubetsu-shi, Comune Speciale di Giacarta, sotto lo status speciale che fu assegnato alla città). Dopo il crollo del Giappone nel 1945, l'area ha attraversato un periodo di transizione e sconvolgimento durante la lotta nazionale indonesiana per l'indipendenza. Durante l'occupazione giapponese e dal punto di vista dei nazionalisti indonesiani che dichiararono l'indipendenza il 17 agosto 1945, la città fu nuovamente ribattezzata Giacarta.
Dopo la resa dei giapponesi, l'Indonesia dichiarò la sua indipendenza il 17 agosto 1945. La proclamazione è stata emanata in Jalan Pegangsaan Timur 56 (ora Jalan Proklamasi), Giacarta Centrale, con Suwiryo in qualità di presidente del comitato. Suwiryo è stato riconosciuto come il primo sindaco di Jakarta Tokubetsu Shi. La posizione fu presto modificata in Pemerintah Nasional Kota Jakarta ("Amministrazione nazionale della città di Giacarta"). Il 19 settembre 1945 Sukarno tenne un discorso sull'indipendenza indonesiana e sull'anticolonialismo/imperialismo durante il Rapat Akbar, o grande incontro, a Lapangan Ikada, ora piazza Merdeka. Il grande incontro avrebbe dato inizio a un periodo di rivoluzione nazionale in Indonesia.

## Periodo di rivoluzione nazionale
Durante la lotta per l'indipendenza indonesiana (1945-1949), spinta da emergenze politiche e militari, la capitale della repubblica fu spostata più volte, come sede della repubblica in esilio durante la guerra. La capitale si trasferì da Giacarta a Yogyakarta (1946–1948) e poi a Bukittinggi (1948–1949) come sede del governo di emergenza della Repubblica dell'Indonesia. Nel 1949 la capitale nazionale della repubblica tornò a Giacarta.

## Giacarta come capitalede juredell'Indonesia

Monas si trova nel centro di Merdeka Square, nel cuore della capitale nazionale Giacarta. La maggior parte dei punti di riferimento e dei monumenti di Giacarta furono costruiti durante l'era di Sukarno.

Durante la presidenza di Sukarno, Giacarta fu stabilita e sviluppata come capitale della nuova repubblica. Nel 1957 Sukarno impostò le fondamenta e il piano della griglia stradale di Palangkaraya come nuova capitale pianificata della provincia del Kalimantan Centrale. Sukarno, tuttavia, prevedeva la nuova città come possibile nuova capitale nazionale in futuro. La vasta area disponibile e la sua posizione geografica al centro dell'arcipelago costituivano il principale vantaggio della città. Tuttavia Sukarno sembrava preferire Giacarta. Tra la fine degli anni '50 e la prima metà degli anni '60 riempì Giacarta di monumenti e statue. Numerosi progetti monumentali sono stati ideati, pianificati e avviati durante la sua amministrazione, tra cui il Monumen Nasional, la moschea Istiqlal, l'edificio DPR/MPR e lo stadio Gelora Bung Karno. Sukarno ha anche riempito Giacarta di monumenti e statue nazionalistiche, tra cui il Monumento a Selamat Datang, il Monumento Dirgantara a Pancoran e il Monumento alla Liberazione dell'Irian occidentale a Lapangan Banteng. Sebbene molti dei progetti siano stati completati in seguito, Sukarno è accreditato per aver plasmato i monumenti e i punti di riferimento di Giacarta, poiché desiderava che la città fosse il faro di una nuova potente nazione.
Nel 1966 Giacarta ottenne lo status ufficiale di Regione speciale della capitale o DKI (Daerah Khusus Ibukota). Questo ha accresciuto il tasso di sviluppo degli edifici per uffici governativi e delle ambasciate straniere. Il rapido sviluppo di Giacarta ha creato la necessità di un piano generale per regolarne la crescita, che dal 1966 è stata costante, permettendole di diventare una metropoli moderna.
Durante il regime altamente centralizzato del Nuovo Ordine del successore di Sukarno, Suharto, Jakarta si affermò ulteriormente come il centro politico ed economico della nazione. Spinta dal rapido sviluppo e dall'urbanizzazione, Giacarta ha attirato un gran numero di nuovi abitanti da tutto l'arcipelago, la maggior parte proveniente dalle città rurali giavanesi. Sorsero grattacieli, soprattutto nei centri commerciali e finanziari di Giacarta lungo i viali Thamrin, Sudirman e Kuningan. Di conseguenza dagli anni '70 la popolazione di Giacarta è aumentata enormemente e si è riversata nelle aree circostanti la capitale. La regione di Jabodetabek, o Grande Giacarta, è diventata l'agglomerato urbano più grande e densamente popolata del sud-est asiatico.

## Nuove proposte di capitale nel corso dei decenni
Le proposte per spostare la capitale indonesiana da Giacarta ad altre località sono state discusse sin dalla presidenza di Sukarno. La massiccia sovrappopolazione, la mancanza di infrastrutture urbane come i mezzi di trasporto pubblico, il traffico bloccato, l'invasione delle aree urbane che sostituiscono gli spazi verdi aperti, la diffusione delle baraccopoli all'interno della città, l'eccessiva estrazione delle acqua di falda e scarsi sistemi di drenaggio delle acque hanno portato al degrado ecologico di Giacarta. Quando le acque di falda si esaurirono, la città iniziò ad sprofondare lentamente; porzioni settentrionali di Giacarta sono sotto il livello del mare e subiscono regolarmente inondazioni. Giacarta ha subito enormi inondazioni nel 2007 e nel 2013. Nel 2010 è proseguito il dibattito sulla creazione di una nuova capitale che sarebbe stata separata dal centro urbano, economico e commerciale del Paese. L'ex presidente Susilo Bambang Yudhoyono ha sostenuto l'idea di creare un nuovo centro politico e amministrativo dell'Indonesia a causa dei problemi ambientali e di sovrappopolazione di Giacarta.

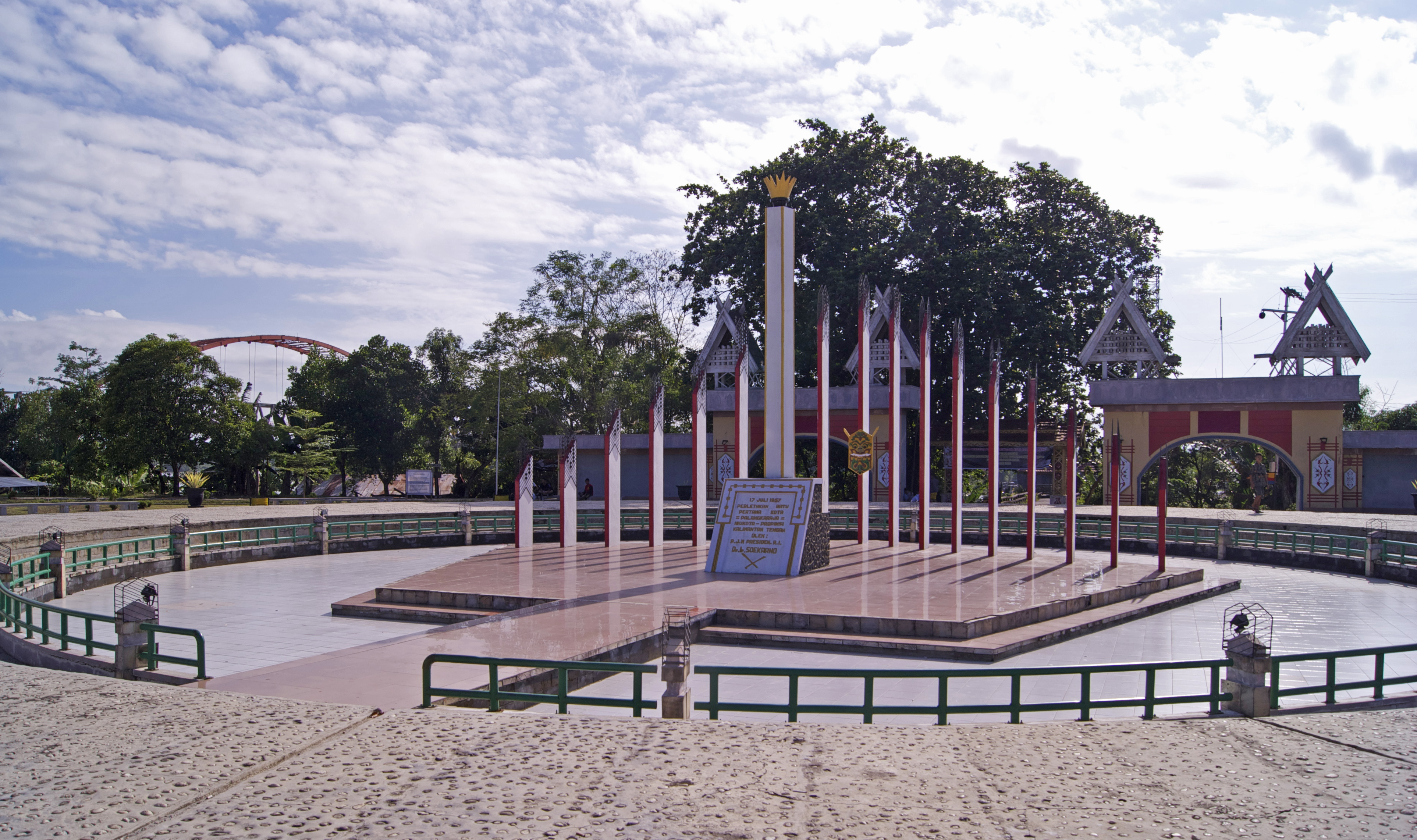
Monumento costruito per l'inaugurazione di Palangkaraya dal presidente Sukarno, datato 17 luglio 1957. Questo monumento è colloquialmente conosciuto localmente come il Monumento di Sukarno.

Nel corso degli anni sono stati sollevati due principali approcci alternativi: uno consisteva nel trasferire del tutto la capitale nazionale creando una città pianificata completamente nuova, simile al trasferimento della capitale brasiliana da Rio de Janeiro alla città di fondazione di Brasilia nel 1960. L'altro approccio era mantenere Giacarta come capitale ufficiale ma creare un centro amministrativo separato, simile a quanto fatto dalla Malaysia che ha trasferito il suo centro amministrativo federale a Putrajaya. I siti suggeriti per la prima proposta includono:
- Palangkaraya, Kalimantan Centrale. Da quando è stata fondata come capitale della provincia del Kalimantan centrale nel 1957, il primo presidente dell'Indonesia, Sukarno, ha delineato un piano per sviluppare Palangkaraya come futura capitale dell'Indonesia[19]. Palangkaraya ha un'area molto più estesa di Giacarta ed è al sicuro dal pericolo di terremoti e vulcani, che sono comuni a Giava[20].
- Banjarmasin, Kalimantan Meridionale. Rispetto a Palangkaraya Banjarmasin si trova più vicino al centro del paese, ha un migliore accesso al Mar di Giava e dispone di migliori infrastrutture[20].
- Kota Merdeka è una città progettata situata a nord della città di Pangkalan, nella Reggenza di Kotawaringin Occidentale, Kalimantan centrale. Rispetto all'entroterra di Palangkaraya, Kota Merdeka si trova più vicino alle zone costiere e ha un migliore accesso al Mar di Giava[21].
- Pontianak, Kalimantan Occidentale. Situata idealmente all'equatore e strategicamente posizionato vicino allo stretto di Karimata e al Mar Cinese Meridionale, si trova nella stessa regione di altre capitali dell'ASEAN come Singapore, Kuala Lumpur e Bandar Seri Begawan[22].
- Palembang, Sumatra Meridionale. La città ha un significato storico come l'ex capitale dell'impero marittimo Srivijaya, che simboleggia il ritorno all'antico splendore dell'arcipelago. È inoltre strategicamente posizionata vicino all'importante rotta marittima dello stretto di Malacca, vicino alle altre capitali dell'ASEAN di Singapore e Kuala Lumpur[23].

Se Giacarta fosse stata mantenuta come capitale ufficiale, i centri amministrativi sarebbero stati spostati in altre località vicine. In questo caso i siti suggeriti includono:
- Jongol, Giava Occidentale, situata a circa 40 chilometri a sud-est di Giacarta, e proposta futura capitale dell'Indonesia nel periodo del Nuovo Ordine[24].
- Karawang, Giava Occidentale, situata a circa 60 chilometri a est di Giacarta[25].
- Kertajati, Reggenza di Majalengka, Giava Occidentale, situata a circa 200 chilometri a est di Giacarta e 40 chilometri a ovest di Cirebon. La capitale proposta sarebbe collegata al nuovo aeroporto di Kertajati, alle ferrovie di Giava e all'autostrada a pedaggio Trans-Giava[26]. L'aeroporto sottoutilizzato è stato deriso come un "elefante bianco" durante le elezioni presidenziali del 2019 e i politici sono sotto pressione per dimostrare l'utilità per gli enormi costi relativi al progetto[27].
- Maja, Reggenza di Lebak, Banten, situata a circa 60 chilometri a ovest di Giacarta. La maggior parte delle terre di Maja sono già state acquisite dall'Agenzia indonesiana per la ristrutturazione delle banche[28].
- Baia di Giacarta, Giacarta Settentrionale. Nel 2013 Joko Widodo, allora governatore di Giacarta, propose di spostare il centro amministrativo dell'Indonesia nelle future isole bonificate previste nella baia di Giacarta. Tale piano è in linea con il programmato Sviluppo Costiero Integrato della Capitale Nazionale; il nuovo distretto amministrativo sarà situato su un'isola a forma di uccello Garuda progettata per essere costruita nella baia di Giacarta[29].

## Trasferimento a Nusantara

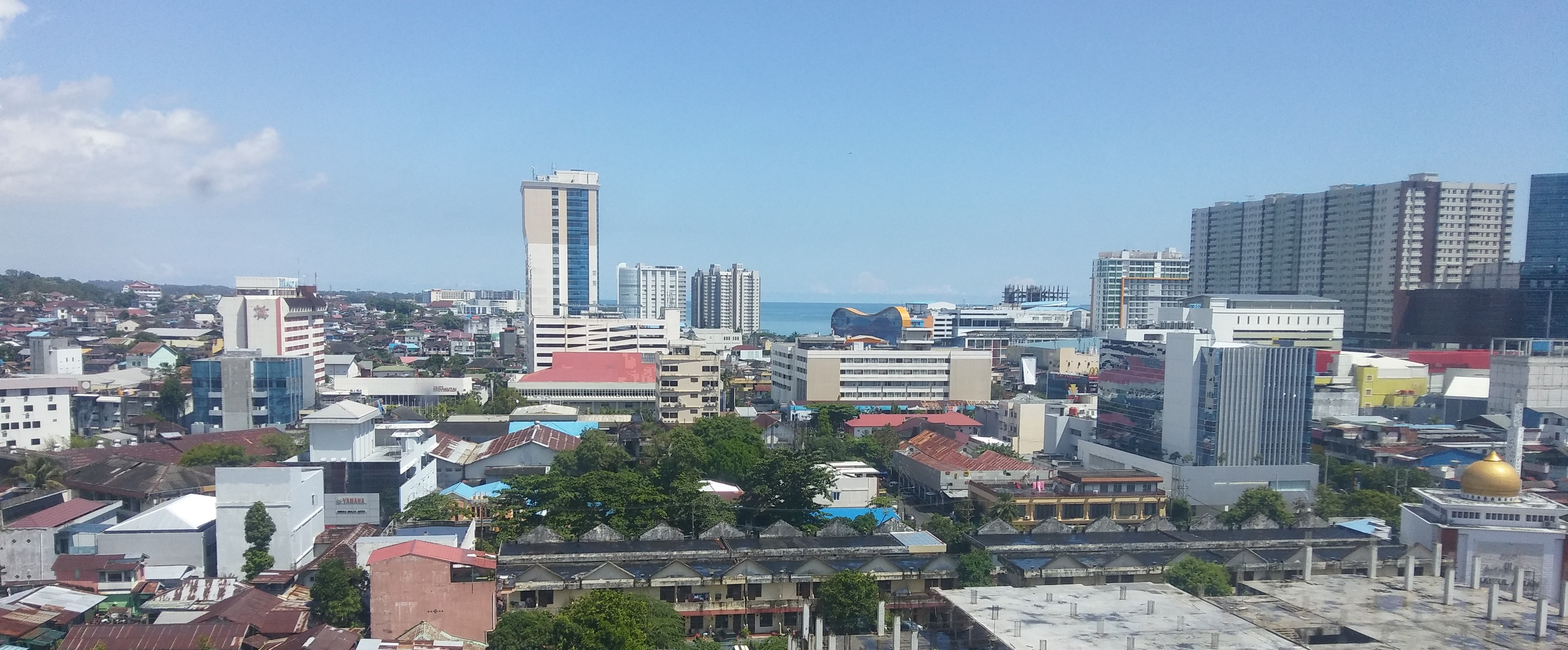
Balikpapan è la porta di accesso alla nuova capitale dell'Indonesia, Nusantara.

Nell'aprile 2017 l'amministrazione di Joko Widodo (Jokowi) ha preso in considerazione lo spostamento della capitale da Giacarta. Il governo prevedeva di terminare la valutazione di potenziali siti alternativi per la nuova capitale dell'Indonesia entro la fine del 2017. Secondo un funzionario del Ministero della Pianificazione dello Sviluppo Nazionale dell'Indonesia (Bappenas), il governo era determinato a spostare la capitale fuori da Giava. Nell'aprile 2019 è stato annunciato che Giacarta non sarebbe più stata la capitale dell'Indonesia in futuro, con un piano decennale per trasferire tutti gli uffici governativi in una nuova capitale. Il Ministero della pianificazione dello sviluppo nazionale ha raccomandato le tre province del Kalimantan Meridionale, centrale e orientale poiché soddisfacevano tutti i requisiti per una nuova capitale, incluso l'essere relativamente al riparo da terremoti e fenomeni vulcanici. Poco dopo l'annuncio del piano nell'aprile 2017 Jokowi ha visitato due località alternative nel Kalimantan, Bukit Soeharto nel Kalimantan Orientale e l'area del triangolo vicino a Palangka Raya nel Kalimantan Centrale.
Lo sviluppo della futura Nusantara è iniziato il 23 agosto 2019, quando Widodo ha presentato la lettera presidenziale R-34/Pres/08/2019. La Lettera comprendeva 2 allegati: (1) Rapporto di studio sulla ricollocazione della capitale e (2) Richiesta sul supporto dell'Assemblea deliberativa del popolo per il trasferimento della capitale.
Il 26 agosto 2019 il presidente ha annunciato che la nuova capitale sarebbe stata in parte nella reggenza di Penajam Paser Settentrionale e in parte nella reggenza di Kutai Kartanegara, entrambe nel Kalimantan orientale. Il Ministero della pianificazione dello sviluppo nazionale ha annunciato che lo spostamento avrebbe avuto un costo stimato di 466 000 miliardi di rupie (pari 32,7 miliardi di dollari statunitensi) e che il governo avrebbe coperto il 19% del costo, recuperando il resto in gran parte da fondi provenienti da partenariati pubblico-privati e da investimenti diretti sia da imprese di proprietà statale sia del settore privato. Il parlamento indonesiano ha approvato il disegno di legge il 18 gennaio 2022, mentre la costruzione dovrebbe iniziare solo dopo il completamento della campagna di vaccinazione anti COVID-19 nel marzo 2022.
All'inizio di settembre 2021 è stato approvato il Bill for Capital Relocation. Il 29 settembre 2021 l'amministrazione Widodo, tramite il Segretario di Stato e il Ministero della pianificazione dello sviluppo nazionale, ha presentato alla Camera dei rappresentanti del popolo (DPR) la lettera presidenziale contenente un disegno di legge per il trasferimento della capitale. Tra i tanti articoli, il disegno di legge conteneva il piano di formazione dell'Autorità della Capitale (in indonesiano: Otorita Ibu Kota Negara), agenzia speciale responsabile della nuova capitale e sottoposta al Presidente. La nuova agenzia aveva carattere ministeriale per il fatto che il titolare della carica è di nomina presidenziale, ma con capacità di governo speciali che lo rendono in qualche modo simile a un governatore provinciale. La legge regola inoltre il modo in cui l'Autorità della Capitale gestisce i suoi finanziamenti, le tasse, le retribuzioni e l'amministrazione dei beni della nuova capitale.
Il 17 gennaio 2022, durante la Riunione del Comitato Speciale del DPR con il Governo e il Consiglio di Rappresentanza Regionale (DPD), il Ministro della Pianificazione dello Sviluppo Nazionale, Suharso Monoarfa, ha dichiarato che la nuova capitale della nazione si chiamerà Nusantara.
A causa della presentazione del piano a metà del secondo mandato presidenziale di Widodo, l'Assemblea consultiva del popolo (MPR, composta da DPR e DPD) ha ripubblicato d'urgenza l'emendamento alla Costituzione dell'Indonesia, per ristabilire la propria capacità di stabilire i principi delle politiche statali (in indonesiano: Pokok - Pokok Haluan Negara, PPHN), simile allo Schema delle politiche dello stato del Nuovo Ordine (in indonesiano: Garis Besar Haluan Negara, GBHN) per fornire sicurezza e sostenibilità a lungo termine al progetto e garantire la sua continuazione dopo che Jokowi non sarà più alla presidenza.